# Damián Macaluso
Damián Macaluso Rojas (Montevideo, 9 marzo 1980) è un ex calciatore uruguaiano di origini italiane, di ruolo difensore.

## Palmarès

### Club

#### Competizioni nazionali
- Campionato uruguaiano: 1

Peñarol: 2012-2013